# Eriocaulon singulare
Eriocaulon singulare är en gräsväxtart som beskrevs av Harold Norman Moldenke. Eriocaulon singulare ingår i släktet Eriocaulon och familjen Eriocaulaceae. Inga underarter finns listade i Catalogue of Life.